# Publio Porcio Leca (tribuno de la plebe)
Publio Porcio Leca  fue un político romano, miembro de los Porcios Lecas, una familia de la gens Porcia. Fue monetalis en el año 110 o 109 a. C. y tribuno de la plebe en algún momento antes del año 90 a. C.